# Рука-убийца
«Рука-убийца» (англ. Idle Hands; США) — фильм ужасов с элементами комедии, снятый в 1999 году режиссёром Родменом Флендером.

## Сюжет
Действие фильма разворачивается в ночь Хэллоуина. Однажды утром типичный американский подросток и один из главных лентяев на земле Энтон проснулся и нашёл в квартире трупы своих родителей. Узнав из новостей, что в городе завёлся маньяк, Энтон в панике начинает обыскивать дом и вскоре осознаёт, что все кровавые и жестокие убийства совершила его правая рука, которая стала весьма самостоятельной.
Тем временем верховная жрица друидов по имени Дэби Лекьюр охотится за духом, ответственным за убийства по всей стране. После того, как его рука убила двух полицейских, Энтон решает отрубить её топором, после чего Пнаб и Мик пытаются найти аптечку и бинты, а Энтон запирает руку в микроволновке. Тем временем, Дэби (теперь вместе с Рэнди, соседом Энтона) выслеживает юношу, чтобы прикончить одержимую руку. Отправив Молли в школу танцев, Энтон возвращается домой, чтобы завершить начатое. К сожалению, Пнуб и Мик по неосторожности выпускают руку из микроволновки. Рэнди и Дэби случайно встречаются с Энтоном на школьной дискотеке, где ребята ищут Молли. Дэби объясняет, что рука утянет душу Молли в преисподнюю. Энтон прерывает танцы и пытается предупредить всех об опасности, но все игнорируют его.
Рука прыгает на солиста группы, играющей на сцене, и вызывает панику. Молли и её подруга Таня сбегают через вентиляционные шахты. Они пытаются проползти под лопастями вентилятора, который они остановили туфлёй Тани, но Таня случайно цепляется за веревку и умирает в шахте. Молли вылезает из вентиляции в художественный класс, куда прибегают Энтон с друзьями и начинают бороться с рукой. Борьба продолжается, пока на подмогу не прибегают Дэби и Рэнди, жрица бросает в руку ритуальный нож и убивает её. После боя обкуренный Пнуб случайно нажимает на кнопку управления автомобилем, под которым находится Энтон, машина опускается прямо на него.
Энтон находится в больнице, а Мик и Пнуб теперь его ангелы-хранители. Когда юноша остается один в своей комнате, он поднимает голову и видит надпись на потолке: «Я под кроватью».
В фильме много чёрного юмора и сцен насилия.

## В ролях
- Девон Сава — Энтон
- Сет Грин — Мик
- Элден Хенсон — Пнаб
- Джессика Альба — Молли
- Вивика Анджанетта — Дэби
- Джек Ноузороти —  Рэнди
- Кристофер Харт —  Рука
- Роберт Энглунд —  Голос Руки
- Стив Ван Вормер — Кертис
- Фред Уиллард —  мистер Тобиас
- Конни Рэй — миссис Тобиас
- Кэти Райт —  Таня
- Келли Монако —  Тиффани
- Шон Уэйлен —  офицер МакМейси
- Рэнди Оглсби —  шериф Бьюкенен
- Тимоти Стэк —  руководитель Тидвелл
- Минди Стерлинг —  Леди Боулер

## Саундтрек
- «Beheaded» — The Offspring (OST)
- «Bleeding Boy» — Disappointment Incorporated (OST) *
- «Bloodclot» — Rancid
- «Cailin» — Unwritten Law (OST)
- «Core (In Time)» — Davíd Garza
- «Dragula [Hot Rod Herman Remix]» — Rob Zombie (OST)
- «Enthused» — blink-182 (OST) *
- «Glow In The Dark» — Davíd Garza
- «How Do You Feel» — Vanessa Daou
- «I Am A Pig» — 2wo
- «I Wanna Be Sedated» — The Offspring
- «Idle Hands Theme» — Graeme Revell (OST)
- «Mama Said Knock You Out» — The Waking Hours (OST) *
- «Mindtrip» — Zebrahead
- «Mindtrip» [Idle Hands Mix] — Zebrahead (OST) *
- «My Girlfriend’s Dead» — The Vandals (OST) *
- «New York Groove» — Ace Frehley
- «Peppyrock» — BTK
- «Pop That Coochie» — 2 Live Crew
- «Push It» — Static-X (OST)
- «Rude Boy Rock» — Lionrock (OST)
- «Santeria» — Sublime
- «Second Solution» — The Living End (OST)
- «Shout at the Devil» — Mötley Crüe (OST)

Примечание: * нет в фильме

## Награды и номинации
- 2000 — «Сатурн» — Номинация — Лучший молодой актёр/актриса (Девон Сава)